# Lloyd Brown
Lloyd Brown (Lutie, 7 de outubro de 1901 – Charlotte Hall, 29 de março de 2007) foi o último veterano sobrevivente da Marinha dos Estados Unidos da Primeira Guerra Mundial (o último membro da Marinha dos Estados Unidos a ter assinado antes do Armistício Alemão). Viveu em Charlotte Hall, Maryland.
Faleceu aos 105 anos de idade, no dia 29 de Março de 2007.